# Parkhof 11-4-81
Parkhof 11-4-81 is een Nederlands verzamelalbum uit 1981, met daarop een dwarsdoorsnede van Nederlandse punkbands die in de begintijd gespeeld hebben op het podium van Parkhof te Alkmaar. Het album werd in 2007 gedigitaliseerd en op CD uitgebracht, het ging om een uitgave van de archiefdienst Fonos van het Nederlands Instituut voor Beeld en Geluid waarvan de opbrengst ten goede kwam aan het Emma Kinderziekenhuis.

## Nummers
- A1 Bizkids  - OPB
- A2 Bizkids  - Vips
- A3 Wanda's  - Frigid Rigid
- A4 Hollands Glorie - Sosjalist
- A5 Hollands Glorie  - Instrumentaal
- A6 The Nixe - Searching
- A7 The Nixe - Factory Girl
- A8 Rakketax  - Work To Live
- A9 Rakketax  - Rich Punx On Dope
- B1 De No Lul  - Dadadada
- B2 Krikk - Ode Aan Bakoenin
- B3 Svätsox  - Common Kids
- B4 Svätsox  - Plastic Partner
- B5 De Groeten  - Paranoid
- B6 Tox Modell  - Exhibition
- B7 Tox Modell  - PCF
- B8 Another - Need No Brain